# Калисько (Мазовецьке воєводство)
Калисько (пол. Kalisko) — село в Польщі, у гміні Бараново Остроленцького повіту Мазовецького воєводства.
Населення — 45 осіб (2011).
У 1975—1998 роках село належало до Остроленцького воєводства.

## Демографія
Демографічна структура станом на 31 березня 2011 року:
|          | Загалом | Допрацездатний вік | Працездатний вік | Постпрацездатний вік |
| -------- | ------- | ------------------ | ---------------- | -------------------- |
| Чоловіки | 21      | 1                  | 16               | 4                    |
| Жінки    | 24      | 6                  | 9                | 9                    |
| Разом    | 45      | 7                  | 25               | 13                   |